# Allepipona similis
Allepipona similis är en stekelart som beskrevs av Gusenleitner 2000. Allepipona similis ingår i släktet Allepipona och familjen Eumenidae. Inga underarter finns listade i Catalogue of Life.